# Gilbert Perreault
Gilbert Perreault (Victoriaville, 13 novembre 1950) è un ex hockeista su ghiaccio canadese.

## Biografia
Nel corso della sua carriera ha giocato con Montreal Jr. Canadiens (1967-1970) e Buffalo Sabres (1970-1987).
Con la nazionale canadese ha partecipato alla Canada Cup 1976 e alla Canada Cup 1981.
È stato insignito del Calder Memorial Trophy nel 1971 e del Lady Byng Memorial Trophy nel 1973. 
Nel 1990 è stato inserito nella Hockey Hall of Fame. 